# Seznam mírových dohod

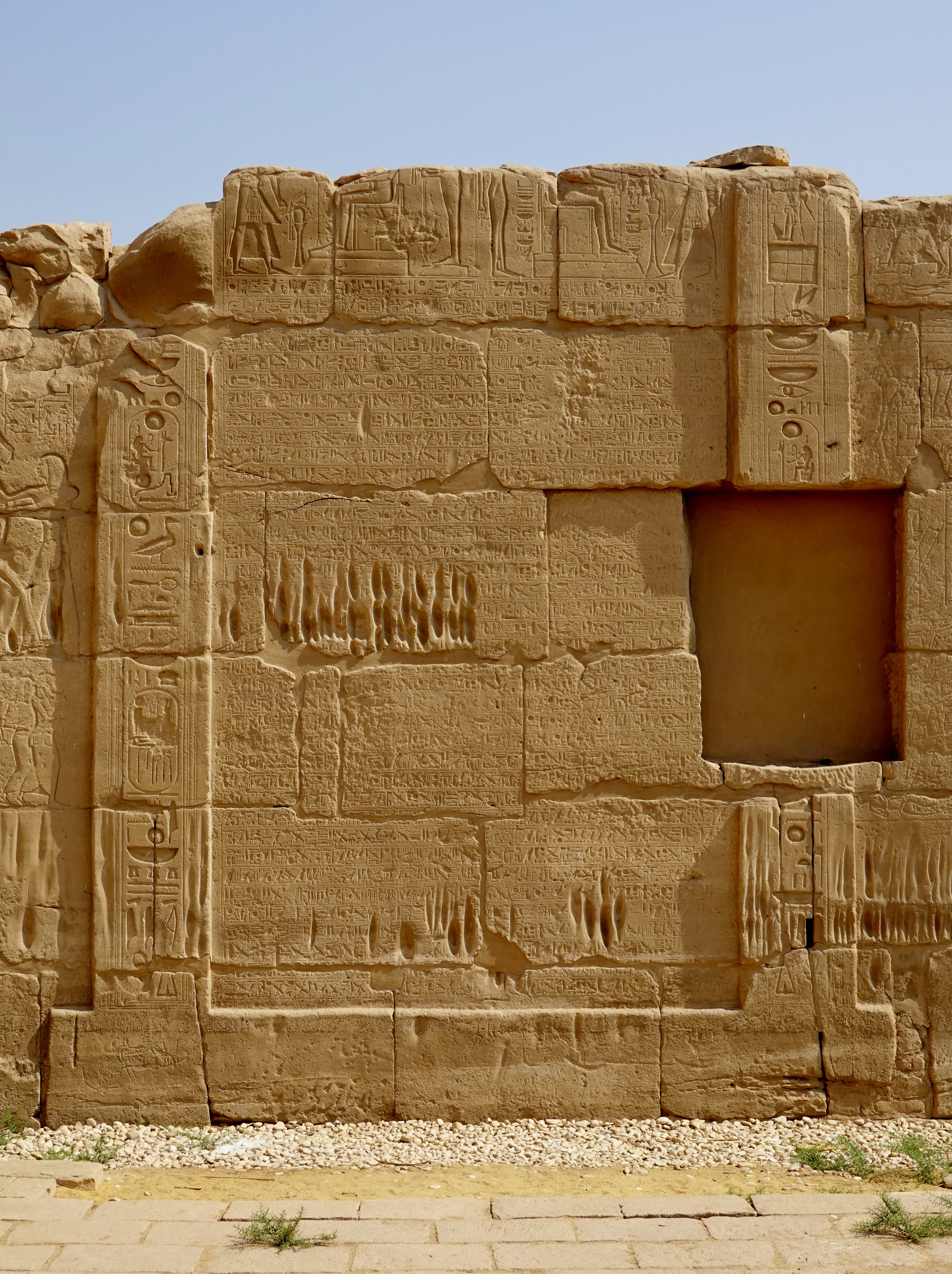
Supí stéla: nejstarší mírová smlouva

Tento seznam zahrnuje mírové smlouvy, dohody o příměří a podobná ujednání od starověku po současnost.

## Mírové smlouvy

### Starověk (až 500 př. n. l.)
- asi 2 470 př. Kr., nejstarší příklad mírové smlouvy, tzv. Supí stéla
- 1259 př. Kr., nejstarší paritní státní a mírová smlouva, egyptsko-chetitská mírová smlouva

### Starověk (500 př. Kr. - 568 n. l.)
- 449/448 př. Kr., Kaliaský mír, mezi Aténskou ligou  a Achaimenovskou říší
- 421 př. Kr., Nikiásův mír, mezi Aténami a Spartou
- 387/386 př. Kr., Králův mír („Antalkidův mír“) mezi Spartou a jejími oponenty
- 298 n. l., Nisibiský mír
- 532 n. l., Věčný mír mezi Byzancí a Sasánskou říší

### Středověk (568 až 1492)

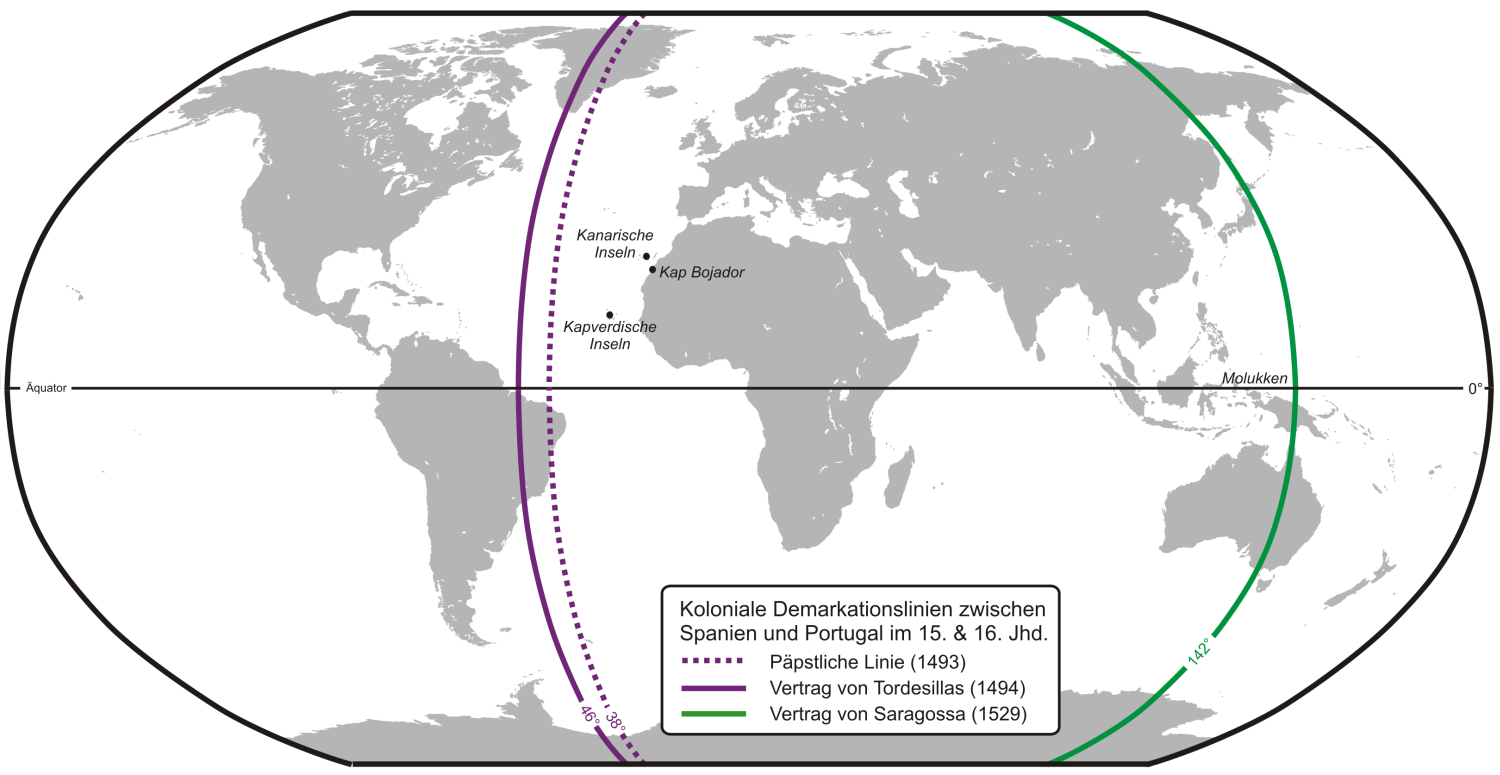
Vymezovací linie podle španělsko-portugalských dohod v 15. a 16. století

- 1200, 22. května, smlouva z Le Goulet mezi Anglií a Francií
- 1229, 18. února, mír z Jaffy mezi císařem Bedřichem II. (Jeruzalémské království) a sultánem al-Kámilem (Egypt)
- 1276, 26. listopadu, Vídeňský mír mezi římským králem Rudolfem I. Habsburským a českým králem Přemyslem Otakarem II.
- 1279, Pingsheimský mír mezi Kolínem a Jülišským hrabstvím
- 1297, smlouva o Alcañices, mezi Portugalskem a Kastilií
- 1303, Pařížská smlouva mezi Anglií a Francií
- 1317, 25. listopadu, Templinský mír mezi severoněmeckými knížaty pod vedením Dánska a Braniborským markrabstvím
- 1323, 12. srpna, Nöteborská smlouva mezi Švédskem a Novgorodem
- 1358, 18. února, Zadarský mír mezi Chorvatským uherským královstvím a Benátskou republikou
- 1360, mír z Brétigny mezi Francií a Anglií
- 1365, 22. listopadu, Vordingborský mír mezi Dánskem a hanzovními městy
- 1370, 24. května, Stralsundský mír mezi dánským králem a spojenectvím hanzovních měst
- 1373, Santarémská smlouva mezi Portugalskem a Kastilií
- 1389, 5. května, Chebský zemský mír mezi Svatou říší římskou a Švábským spolkem
- 1411, 1. února, První toruňský mír mezi řádem německých rytířů a Polskem
- 1435, 15. července, Vordingborgský mír v severní Evropě mezi Dány a hanzovními městy
- 1454, 9. dubna, mír v Lodi, mezi Milánem a Benátkami; později byla do mírového řádu zahrnuta také Florencie, Papežský stát a Neapolské království
- 1459, 25. dubna Chebská smlouva mezi Saskem a Českým královstvím
- 1466, 19. října, Druhý toruňský mír, mezi německým řádem a Polskem
- 1479, smlouva z Alcáçovas mezi Portugalskem a Kastilií
- 1491, Přešpurský (bratislavský) mír mezi císařem Maxmiliánem I. a králem Vladislavem II.

### Raně novověké období (1492 až 1789)

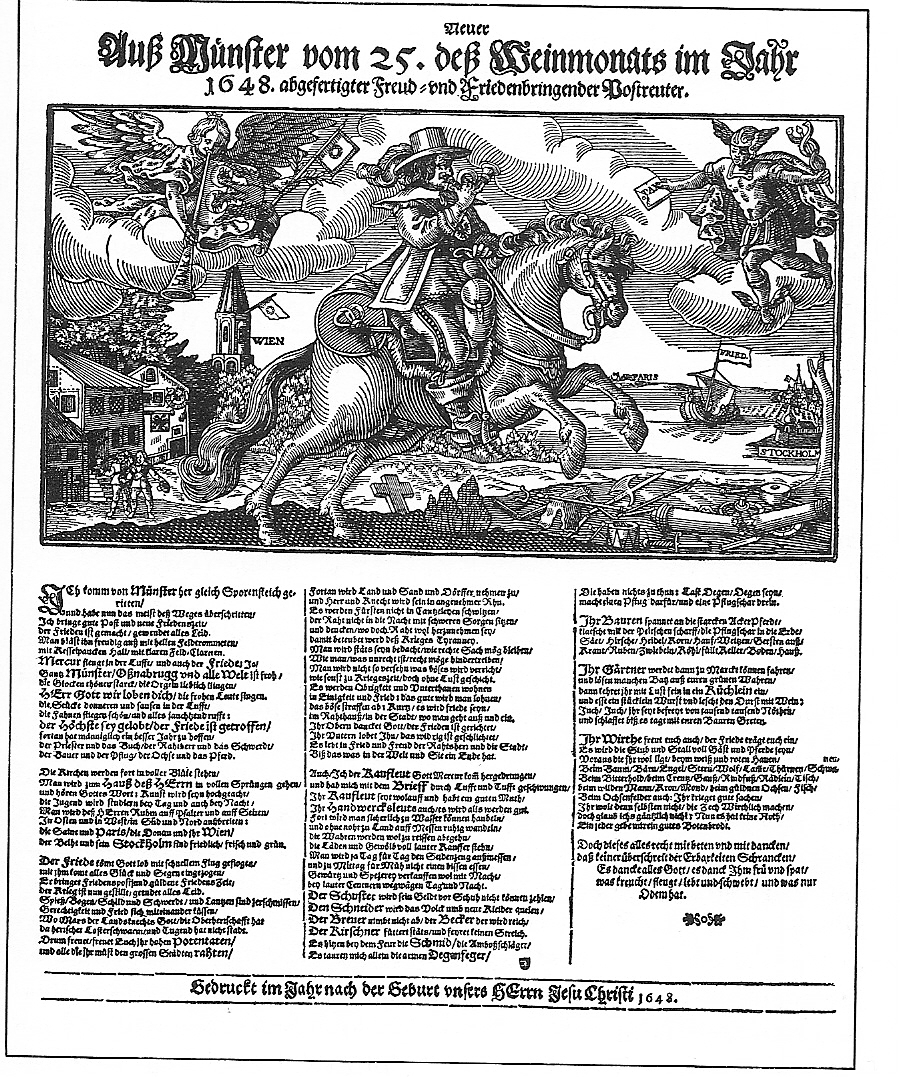
Leták o vestfálském míru 1648

- 1494, smlouva z Tordesillas mezi Portugalskem a Kastilií
- 1529, smlouva ze Zaragozy mezi Portugalskem a Kastilií
- 1529, 5. srpna, "dámský" mír z Cambrai mezi císařem Karlem V. a Francií
- 1532, 23. července, Norimberský náboženský mír mezi císařem Karlem V. a evangelickými říšskými stavy
- 1538, červen, mír z Nice, mezi Karlem V. a Františkem I. Francouzským
- 1543, 12. září smlouva z Venlo mezi Karlem V. a vévodou Vilémem V. z Jülich-Kleve-Bergu
- 1544, 18./19. září, Crépský mír mezi Karlem V. a Františkem I. Francouzským
- 1555, 25. září, Augsburský náboženský mír mezi katolíky a protestanty
- 1559, 3. dubna, mír z Cateau-Cambrésis mezi Francií a Španělskem
- 1570, 13. prosince, Štětínský mír mezi Švédskem a Dánskem, Lübeckem a Polskem
- 1598, 2. května, mír z Vervins mezi Francií a Španělskem
- 1613, 20. ledna, Knäredský mír mezi Dánskem a Švédskem
- 1617, 9. března, Stolbovský mír mezi Švédskem a Ruskem
- 1618, 11. prosince, Deulinská smlouva mezi Polskem, Litvou a Ruskem
- 1621, 31. prosince, Mikulovský mír mezi císařem Ferdinandem II. a sedmihradským knížetem Gabrielem Betlenem
- 1629, 22. května, Lübecký mír mezi Svatou říší římskou a Dánskem
- 1631, 16. dubna, mír z Cherasca mezi Francií a Habsburky
- 1635, 30. května, Pražský mír mezi císařem Ferdinandem II. a Saskem
- 1645, mír z Brömsebro mezi Dánskem a Švédskem
- 1648, 24. října, Vestfálský mír, ukončil třicetiletou válku
  - Mír v Osnabrücku mezi Svatou říší římskou a Švédskem
  - Mír v Munsteru mezi Svatou říší římskou a Francií
- 1654, 5. dubna, Westminsterský mír mezi Anglií a Nizozemskem
- 1656, 20. listopadu, smlouva Labiau mezi Pruskem a Švédskem
- 1658, 26. června, mír z Roskilde, mezi Dánskem a Švédskem
- 1658, 16. září, Haďačská smlouva mezi Polsko-litevskou unií a záporožskými kozáky
- 1659, 7. listopadu, Pyrenejský mír mezi Francií a Španělskem
- 1660, 3. května, Olivský mír, Polsko, mezi Švédskem a Polskem, Braniborskem a Rakouskem
- 1661, 1. července, mír z Kardis, mezi Ruskem a Švédskem
- 1661, 6. srpna, Haagský mír mezi Nizozemskem a Portugalskem
- 1664, 10. srpna, Vášvárský (eisenburský) mír mezi císařem Leopoldem I. a Osmanskou říší
- 1666, 15. listopadu, Habenhausenský mír mezi Švédským královstvím a Brémami
- 1667, 21. července, mír z Bredy mezi Anglií a Nizozemskem
- 1668, Lisabonský mír mezi Španělskem a Portugalskem
- 1668, duben, Saintgermainský mír mezi Francií a Svatou říší římskou, Anglií, Nizozemskem, Švédskem a Španělskem
- 1668, květen, první mír v Cáchách, mezi Francií a Svatou říší římskou, Anglií, Nizozemskem, Švédskem a Španělskem
- 1674, 19. února, Westminsterský mír mezi Anglií a Nizozemskem
- 1678/79, Mírová smlouva z Nijmegenu
  - 11. srpna 1678, mezi Francií a Nizozemskem
  - 17. září, 1678, mezi Francií a Španělskem
  - 5. února, 1679, mezi Francií a Svatou říší římskou a Švédskem
- 1697, 20. září, mír z Rijswijku mezi Francií a Anglií, Nizozemskem, Španělskem a Svatou říší římskou
- 1699, 26. ledna, Karlovický mír mezi Rakouskem a Osmanskou říší
- 1711, 12. července, Prutský mír mezi Ruskem a Osmanskou říší
- 1713, 10. dubna, Utrechtský mír mezi Francií a Velkou Británií, Nizozemskem, Pruskem, Španělskem
- 1714, 6. března, Rastattský mír mezi Francií a Svatou říší římskou
- 1718, 21. července, Požarevecký mír mezi Rakouskem a Osmanskou říší
- 1721, 30. srpna (10. září), Nystadský mír mezi Švédskem a Ruskem
- 1738, 8. listopadu, Vídeňský mír mezi Rakouskem a Francií ukončila válku o polský trůn
- 1739, 18. září, Bělehradský mír mezi Rakouskem a Osmanskou říší
- 1742, 11. června, předběžný mír ve Vratislavi mezi Rakouskem a Pruskem
- 1742, 28. července, Berlínský mír mezi Pruskem a Rakouskem
- 1743, 8. srpna, mír z Turku, mezi Švédskem a Ruskem
- 1745, 22. dubna, Füssenský mír, mezi Bavorskem a Rakouskem
- 1745, 25. prosince, Drážďanský mír mezi Rakouskem, Saskem a Pruskem
- 1748, 18. října, druhý cášský mír, mezi Rakouskem a spojenci a Francií a spojenci
- 1762, 5. května, Petrohradský mír, mezi Pruskem a Ruskem
- 1762, 22. května, Hamburský mír, mezi Pruskem a Švédskem
- 1763, 10. února, Pařížský mír, mezi Velkou Británií a Portugalskem a Francií a Španělskem, ukončil sedmiletou válku, známá jako francouzsko-indiánská válka
- 1763, 15. února, Hubertusburský mír, Wermsdorf, mezi Pruskem, Saskem a Rakouskem
- 1774, 10. července (21. července), mír z Küçük Kaynarca mezi Ruskem a Osmanskou říší
- 1779, 13. května, Těšínský mír, mezi Rakouskem a Pruskem
- 1783, 3. září, Pařížská smlouva mezi Francií a Velkou Británií, mezi Velkou Británií a Španělskem, ukončila americkou válku za nezávislost

### Moderní dějiny (1789 až 1900)
- 1790, 14. srpna, mír z Värälä, mezi Švédskem a Ruskem
- 1792, 9. ledna, Jaský mír
- 1795, Basilejský mír, mezi Francií, Španělskem a Pruskem
- 1797, 18. dubna, Leobenský předběžný mír mezi Francií a Rakouskem
- 1797, 17. října, mír v Campo Formio
- 1801, únor, mír z Lunéville
- 1805, 26. prosince, Prešpurský (bratislavský) mír
- 1806, 11. prosince Poznaňský mír mezi Francií a Saskem
- 1807, Tylžský mír
  - 1807, 7. července, mírová smlouva mezi Francií a Ruskem
  - 1807, 9. července, mírová smlouva mezi Francií a Pruskem
- 1809, 14. října, Schönbrunnský mír
- 1810, 6. ledna, Pařížská smlouva mezi Francií a Švédskem
- 1812, 28. května, Bukurešťký mír, mezi Ruskem a Osmanskou říší
- 1814, 14. ledna, Kielský mír, mezi Švédskem, Velkou Británií a Dánskem
- 1814, 30. května, první pařížský mír mezi Velkou Británií, Francií, Rakouskem, Pruskem a Ruskem (mírové smlouvy k ukončení osvobozeneckých válek)
- 1814–1815, Vídeňský kongres
- 1815, 20. listopadu, druhý pařížský mír, mezi Velkou Británií, Francií, Rakouskem, Pruskem a Ruskem (mírové smlouvy k ukončení osvobozeneckých válek)
- 1829, 14. září, Adrianopolský mír mezi Ruskou říší a Osmanskou říší
- 1838, 15. ledna, smlouva z Buffalo Creek, smlouva s indiány v New Yorku
- 1842, Nankinský mír mezi Velkou Británií a Čínou
- 1848, 2. února, smlouva z Guadalupe Hidalgo, mezi Mexikem a Spojenými státy
- 1850, 2. července, Berlínský mír, mezi Pruskem a Dánskem
- 1856, 30. března, Pařížský mír, Osmanská říše, Rusko, Sardinie, Francie, Velká Británie, Rakousko a Prusko
- 1859, 11. července, mír ve Villafranca, Rakousko, Francie a na Sardinsko-Piemontsko
- 1859, 10. listopadu, Curyšský mír, Rakousko, Francie a Sardinie
- 1864, 30. října, Vídeňský mír, mezi Pruskem, Rakouskem a Dánskem
- 1866, 26. července, předběžný mikulovský mír, mezi Pruskem a Rakouskem po bitvě u Hradce
- 1866, 23. srpna, Pražský mír, mezi Pruskem a Rakouskem
- 1866, 3. října, Vídeňský mír, mezi Itálií a Rakouskem
- 1868, 6. listopadu, smlouva z Fort Laramie, mezi Spojenými státy a sjednocenými indiánskými kmeny Lakotů, Čejenů a Arapahy
- 1871, 26. února, předběžný mír ve Versailles mezi Německou říší a Francií
- 1871, 10. května, frankfurtský mír, Německá říše a Francie
- 1878, 3. března, předběžný mír v San Stefanu
- 1878, 13. června - 13. července, Berlínský kongres
- 1883, 20. října, Ancónský mír mezi Peru a Chile
- 1895, 17. dubna, Šimonosecký mír mezi Japonskem a Čínou
- 1898, 10. prosince, pařížský mír mezi USA a Španělskem

### 20. století
- 1901, 7. září, Boxerský protokol, dohoda mezi Čínou a Německou říší, Francií, Velkou Británií, Japonskem a USA
- 1902, 31. května, Vereeniginský mír, mezi Velkou Británií, Svobodným státem Orange a Transvaalem
- 1905, 23. srpna (5. září), mír v Portsmouthu, mezi Ruskem a Japonskem
- 1912, 18. prosince, mír z Lausanne, mezi Itálií a Osmanskou říší
- 1913, 30. května, londýnský předběžný mír, mezi Osmanskou říší a Albánií
- 1918, 9. února, Chlebový mír v Brest-Litevském, mezi Německou říší a Rakousko-Uherskem na jedné straně a Ukrajinskou lidovou republikou
- 1918, 3. března, Brestlitevský mír mezi Německem, Rakousko-Uherskem, Osmanskou říší a sovětským Ruskem
- 1918, 7. května, mír v Bukurešti, mezi ústředními mocnostmi a Rumunskem
- Smlouvy předměstí Paříže 1919/1920
  - 1919, 28. června, Versailleská smlouva mezi spojenci a Německem
  - 1919, 10. září, smlouva Saint-Germain, mezi spojenci a (německým) Rakouskem
  - 1919, 27. listopadu, smlouva z Neuilly-sur-Seine, mezi spojenci a Bulharskem
  - 1920, 4. června Trianonská smlouva mezi Spojenci a Maďarskem
  - 1920, 10. srpna, smlouva mezi Spojenci a Osmanskou říší
- 1920 Dorpatský mír (smlouva z Tartu) mezi SSSR, Finskem a Estonskem
  - 1920, 2. února, Sovětsko-estonská smlouva z Tartu
  - 1920, 14. října, Sovětsko-finská smlouva z Tartu
- 1920, 11. srpna, rižský mír, mezi Lotyšskem a sovětským Ruskem
- 1920, 12. listopadu, Rapallský mír, mezi Itálií a Jugoslávií
- 1921, 18. března, řižský mír, mezi Polskem a sovětským Ruskem
- 1921, 20. května, německo-čínská smlouva o obnovení stavu míru [1]
- 1921, 25. srpna, Berlínská smlouva, samostatný mír mezi USA a Německem
- 1923, 24. července, Lausannská smlouva mezi Britským impériem, Francií, Itálií, Japonskem, Řeckem, Rumunskem, srbsko-chorvatsko-slovinským státem a Tureckou republikou
- 1925, říjen, dohody z Locarna, mezi Německem, Itálií, Velkou Británií, Belgií, Francií, Polskem a Československem
- 1938, Mnichovská dohoda mezi Německem, Itálií, Velkou Británií a Francií, bez účasti Československa
- 1940, 12. března, moskevský mír, mezi SSSR a Finskem
- 1945, srpen, Postupimská dohoda, palác Cecilienhof, Postupim, mezi Anglií, USA a Sovětským svazem ohledně Německa
- 1946, Pařížská mírová konference (Konference 21 národů), mezi spojenci druhé světové války a bývalými spojenci Německa (Bulharsko, Finsko, Itálie, Rumunsko a Maďarsko)
- 1952, duben, smlouva ze San Francisca
- 1978, 12. srpna mírová smlouva mezi Japonskem a Čínskou lidovou republikou
- 1978, dohody z Camp David, izraelsko-egyptská mírová smlouva
- 1990, 12. září, smlouva dvě plus čtyři, Moskva, mezi SRN a NDR a také Francie, SSSR, Velká Británie a USA
- 1995, 21. listopadu, Daytonská smlouva, v Daytonu ve státě Ohio mezi Srbskem, Chorvatskem a Bosnou

### 21. století
- 2020, 29. února, v Dauhá v Kataru mezi USA a Tálibánem (nejedná se však o mezinárodní dohodu, neboť Tálibán není stát a afghánská vláda dohodu nepodepsala)

## Kapitulace
- 1945 (7. / 8. / 9. května): bezpodmínečná kapitulace německých ozbrojených sil, Remeše a Berlína-Karlshorstu
- 1945 (2. září): Podpis bezpodmínečné kapitulace Japonska japonským ministrem zahraničí Mamoru Šigemicuem na palubě americké bitevní lodi Missouri
- 1975 (30. dubna): kapitulace Jižního Vietnamu

## Dohody o příměří
- 1192, 2. září, smlouva z Ramly, mezi Richardem I. Lví srdce (Jeruzalémské království) a Saladinem (Egypt a Damašek), trvání 3 roky
- 1198, mezi Amalrichem II. (Jeruzalémské království) a al-Adil I. (Egypt), doba trvání 5 let
- 1204, mezi Amalrichem II. (Jeruzalémské království) a al-Adil I. (Egypt), trvání 6 let
- 1211, mezi Janem z Brienne (Jeruzalémské království) a al-Adilem I. (Egypt), doba trvání 6 let
- 1240, mezi Theobaldem IV. Navarrským (Jeruzalémské království) a as-Salih Ismail (Damašek)
- 1241, mezi Richardem z Cornwallu (Jeruzalémské království) a as-Salihem (Egypt)
- 1250, mezi Ludvíkem IX. Svatým (Jeruzalémské království) a Turan Šáhem (Egypt), doba trvání 10 let
- 1272, květen, mezi Hugem I. (Jeruzalémské království) a Bajbarsem I. (Egypt), doba trvání 10 let
- 1582, 15. ledna, mezi Ruskem a Polsko-litevskou unií
- 1618, 11. prosince, mezi Ruskem a Polsko-litevskou unií
- 1667, 30. ledna, mezi Ruskem a Polsko-litevskou unií
- 1741, 9. října, Klein-Schnellendorfovo příměří mezi Pruskem a Rakouskem
- 1762, 7. dubna, Rybnické příměří mezi Pruskem a Švédskem
- 1917, 2. (15.) prosince, mezi Ruskem a Německou říší
- 1918, 30. října, příměří z Mudros, mezi spojenci a Osmanskou říší
- 1918, 3. listopadu poblíž Padovy mezi Rakouskem-Uherskem a spojenci
- 1918, 11. listopadu, příměří z Compiègne, mezi Spojenci a Německou říší
- 1920, 12. října, mezi Polskem a sovětským Ruskem
- 1940, 22. června, příměří z Compiègne mezi Německou říší a Francií
- 1943, 3. září, Cassibilské příměří mezi Italským královstvím a spojenci
- 1944, září, Moskevské příměří mezi Finskem a Sovětským svazem
- 1949, dohoda o příměří z roku 1949 mezi Izraelem, Egyptem, Sýrií, Libanonem a Zajordánskem
- 1953, 27. července, korejská dohoda o příměří
- 1973, 27. ledna, mezi Spojenými státy a Severním Vietnamem
- 2000, 18. června v Alžíru mezi Etiopií a Eritreou
- 2002, 24. února, dohoda o příměří pro Srí Lanku

## Úmluva o předcházení válce
- 1494, červen, smlouva z Tordesillas, mezi Španělskem a Portugalskem
- 1529, 22. dubna, Zaragozská smlouva, mezi Španělskem a Portugalskem
- 1850, 29. listopadu, Olomoucká punktace, mezi Pruskem, Rakouskem a Ruskem
- 1899, 21. března, Súdánská smlouva, mezi Velkou Británií a Francií v důsledku fašodské krize
- 1911, 4. listopadu, marocko-konžská smlouva, mezi Německou říší a Francií v důsledku druhé marocké krize
- 1919, 28. června, Statut Společnosti národů na základě Versailleské smlouvy
- 1925, 16. října, Locarnské dohody, smlouvy mezi Německem a Francií a Belgií
- 1928, 27. srpna, pakt Briand-Kellogg
- 1945, 26. června, Charta Organizace spojených národů